# 도호쿠 즌코
도호쿠 즌코(東北ずん子)는 유즈키 유카리에 이어서 보이스로이드, 보컬로이드 둘 다 출시된 작품이다. 유카리는 보이스로이드와 보컬로이드가 동시에 나온 반면에 즌코는 보컬로이드 쪽이 늦게 나왔다. 보이스로이드 쪽은 2012년 9월 28일, 
보컬로이드 쪽은 2014년 6월 5일 발매되었다. 그리고 공식설정으로는 도호쿠 가문의 세 자매 가운데 둘째라고 한다. 첫째는 도호쿠 이타코,  셋째는 도호쿠 키리탄이다. 그리고 이타코와 키리탄만 우타우 음원이 있다. 이 캐릭터들은 도호쿠 지방 태평양 해역 지진으로 인한 도호쿠 지방을 응원하기 위한 캐릭터라고 한다.

## 같이 보기
- 보컬로이드의 제품 목록